# Balotești
Balotești è un comune della Romania di 11 210 abitanti, ubicato nel distretto di Ilfov, nella regione storica della Muntenia. 
Il comune è formato dall'unione di 3 villaggi: Balotești, Dumbrăveni, Săftica.